# エナメル芽細胞
エナメル芽細胞（エナメルがさいぼう、英: ameloblast）は、エナメルタンパクのエナメリンやアメロゲニンを産生する細胞。造エナメル細胞とも言う。これらのエナメルタンパクは、分解後に石灰化して人体でもっとも硬いエナメル質となる。エナメル芽細胞は外胚葉起源の口腔上皮組織に由来しており、これが歯乳頭からの刺激により、エナメル芽細胞となる。4つのエナメル芽細胞が集まって1本のエナメル小柱を形成する。2016年11月には、東北大学大学院歯学研究科がエナメル芽細胞を利用した歯のエナメル質の人工的形成に成功している。

## エナメル芽細胞の分化
エナメル芽細胞は増殖期・分化期（形態形成期）・基質形成期（分泌期）・移行期・成熟期・退縮期（縮合期）・保護期の段階を経る。成熟期は8割から9割が波状縁を持つようになるが、周期的に波状縁を持たない形態の細胞群が登場し、最終的に波状縁を持つ形状に戻る性質を持つ。最終的なエナメル質の厚さを決める形成期にはトームス突起を持ち、アメロゲニンを始めとしたエナメルタンパク質の分泌を行っている。成熟期にはエナメルタンパク質の脱却とカルシウム・リンなどのミネラルの輸送を行っている。